# Списак италијанских уметничких дела у Народном музеју Србије
Италијанска уметничка збирка у Народном музеју Србије, која се састоји од више од 230 уметничких дела, позната је по томе што садржи креације појединих мајстора и уметничких радионица од 14. до 20. века. Међу италијанским сликарима заступљеним у колекцији су: Доменико Венецијано, Ђовани ди Паоло, Тицијан Вечели, Тинторето, Виторе Карпачо, Лорензо ди Креди, Гуидо Рени, Спинело Аретино, Франческо Басано млађи, Леандро Басано, Ђовани Батиста Тијеполо, Каналето, Франческо Гуарди, Гулио Карпиони, Андреа Келести, Гироламо Музиано, Луиђи Онтани и други. 
Графичка и бакрописна колекција укључује радове Сандро Ботичелија, Анибале Карачија, Ђованија Пиранезија, Паола Веронезеа, Амедеа Модиљанија и других.

## Готска и средњовековна уметност
- Паоло Венецијано, Мадона и дете (Темпера на табли, око 1324), Христос рођен (1320), Свети Павле (темпера 59,7 к 22,5 цм - 1307)
- Бартоло ди Фреди, Свети отац са три анђела (полиптих)
- Паоло ди Ђовани Феи, Мадона са Христом на престолу (триптих 48 к 45 центиметар)
- Лорензо Венецијано, Нативите (Темпера - 76,3 к 54,8 центиметар)
- Спинело Аретино, Мадона и Христос (темпера, 113 к 64 цм, ц. 1405)
- Ђовани Ди Паоло, Бог и три анђела (темпера 54 к 27 центиметар)

## Ренесанса
- Рафаело Санти, Богородица са Христом
- Андреа Солари, Цхрист Ецце Хоммо
- Болоњска школа Свети Бернадино Сиенесе из 16. века (темпера 95к48цм)
- Следбеник Ђованија Белинија , Мадона са малим Христом (уље на табли 85 к 59,5 центиметар)
- Виторе Карпачо, Свети ходочасник (110к37цм-део полиптиха) и Свети Себастијан (108 к 36 цм - 1495 - део полиптиха)
- Тицијан, Николас Викариус Портрет (платно 200к100цм), краљице Кристине Данске (уље на платну - 110 х 83 центиметар)
- Софонизба Ангвисола, Портрет младе жене, (минијатурни 8к7 цм, темпера на слоновачи)
- Тинторето, Мадона и дете са донатором (уље на платну, д: 158 цм, 1524)